# نيكولاو بروغ
نيكولاو بروغ (20 يناير 1979 بغوا في الهند - ) هو لاعب كرة قدم هندي في مركز الدفاع. لعب مع سبورتينغ غوا ونادي بونه ونادي ديمبو ونادي موهون باغان.